# 第1次西成暴動

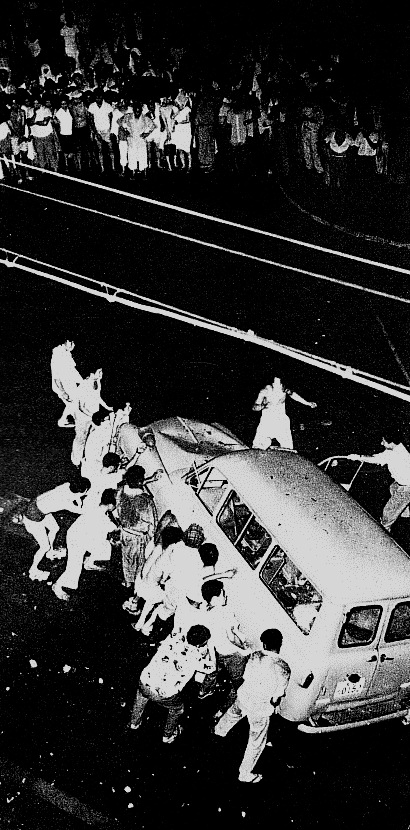
第1次西成暴動

第1次西成暴動（だいいちじにしなりぼうどう）とは、1961年（昭和36年）8月に大阪府大阪市西成区のあいりん地区（通称釜ヶ崎）で発生した日雇い労働者による暴動事件。「第1次釜ヶ崎暴動」ともいう。

## 事件の発端
1961年8月1日午後9時5分頃、西成区の路上でタクシーが人をはねて死亡させる交通事故が発生した。西成警察署は被害者は既に死亡しているとし、遺体をそのままにして現場検証を行い、終了後に遺体を収容した。
これを見ていた日雇い労働者は、即座に遺体を収容しなかった警察に抗議し、暴動へと発展した。

## 事件の概要
交通事故直後から日雇い労働者が集まり始め、翌日未明までに東田町派出所を打ち壊した。その後西成署に移動して署の窓ガラスを割り、そして駐車していたパトカーを破壊炎上させた。
8月2日夜は、昨夜よりも多い4,000人が集結し、警察関係施設のみならず、電車やタクシーにも投石をして被害を与えた。
8月3日、大阪府警察は近隣の京都府警察や兵庫県警察にも応援を依頼し、約6,300人の警官隊を投入したことで、暴動はようやく鎮圧した。
8月1日から4日にかけて労働者と警官合わせて1人が死亡、約600人が負傷した。1954年の大阪府警察発足以来、最大の暴動事件であった。